# (28915) 2000 OU13
2000 أو يو 13 (ويعرف أيضًا باسم (28915) 2000 أو يو 13 وفق تسمية الكوكب الصغير) (بالإنجليزية: 2000 OU13)‏ هو كويكب ضمن حزام الكويكبات؛ وترتيبه 28915 من حيث الاكتشاف.
اكتُشف هذا الجُرم الفلكي بواسطة بحث لنكولن عن الكويكبات القريبة من الأرض في 23 يوليو 2000.

## وصلات خارجية
- (28915) 2000 OU13 في قاعدة بيانات مختبر الدفع النفاث لأجرام النظام الشمسي الصغيرة

- الاكتشاف · مخطط المدار ·  العناصر المدارية · المعلمات المادية

- (28915) 2000 OU13 على موقع ويكي سكاي: DSS2, SDSS, GALEX, IRAS, Hydrogen α, X-Ray, Astrophoto, Sky Map, Articles and images